# Синичинський заказник
Сини́чинський зака́зник — ландшафтний заказник місцевого значення в Україні. Об'єкт природно-заповідного фонду Харківської області. 
Розташований у межах Ізюмського району Харківської області, між селами Студенок, Яремівка та Синичине. 
Площа 285,6 га. Статус присвоєно згідно з рішенням ХІІІ сесія VII скликання Харківської обласної ради від 07.12.2017 року № 606-VII. 
Статус присвоєно для збереження природного комплексу (стариці, луки, болота, ліси), який має особливу природоохоронну, наукову та естетичну цінність. Заказник розташований у спільній заплаві річок Сіверський Донець та Оскіл. 
У заказнику мешкають бобри, які будують греблі. Одна з таких гребель існує на струмку, що впадає в озеро Глибоке. 
Унаслідок повномасштабного російського військового вторгнення в Україну в лютому 2022 року попаданням артилерійських снарядів 9 квітня 2022 була зруйнована гребля Оскільського водосховища. Ця подія суттєво загрожує заказнику.

## Галерея

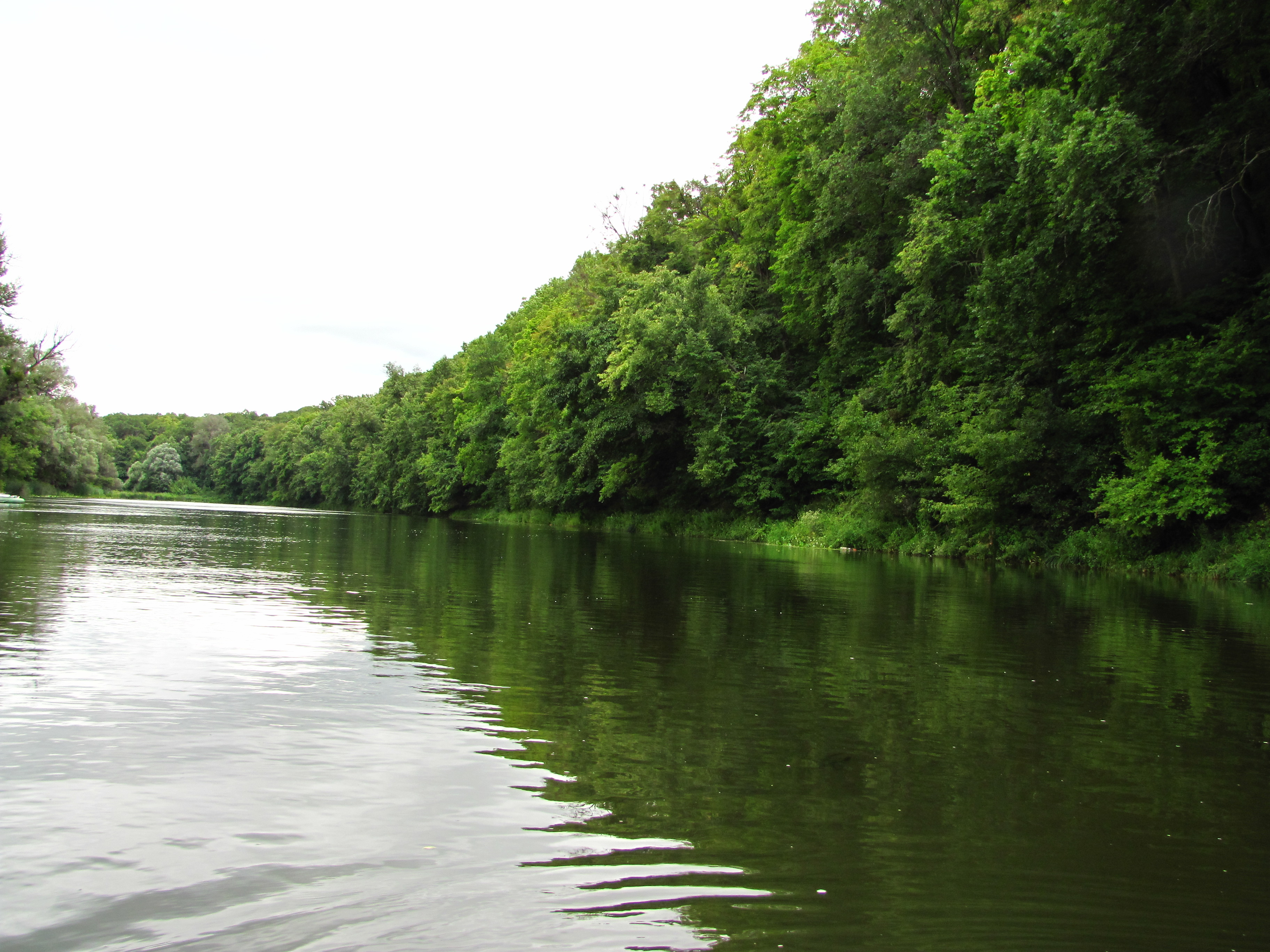
Синичинський заказник
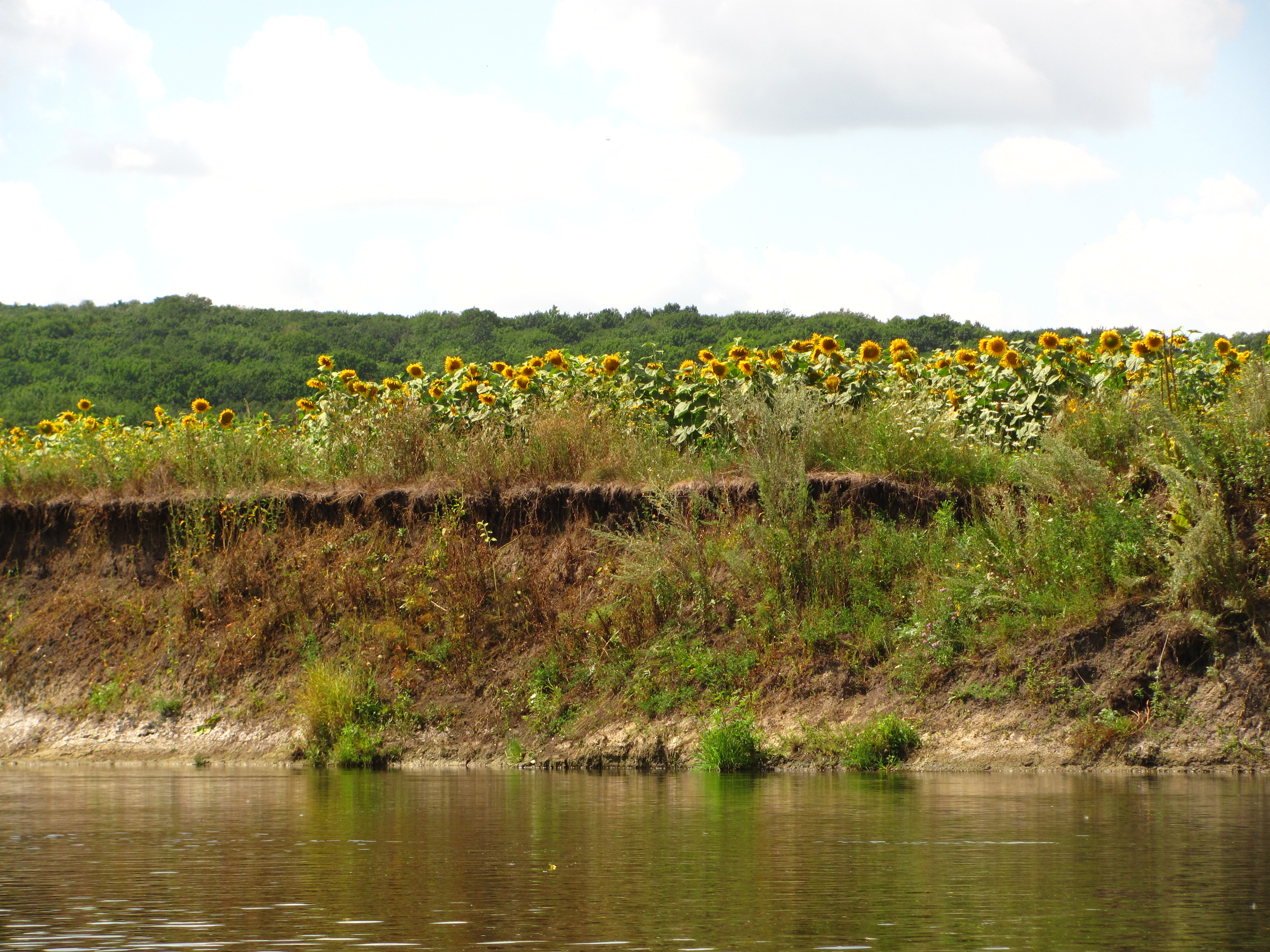
Берег спільної заплави річок Сіверський Донець та Оскіл
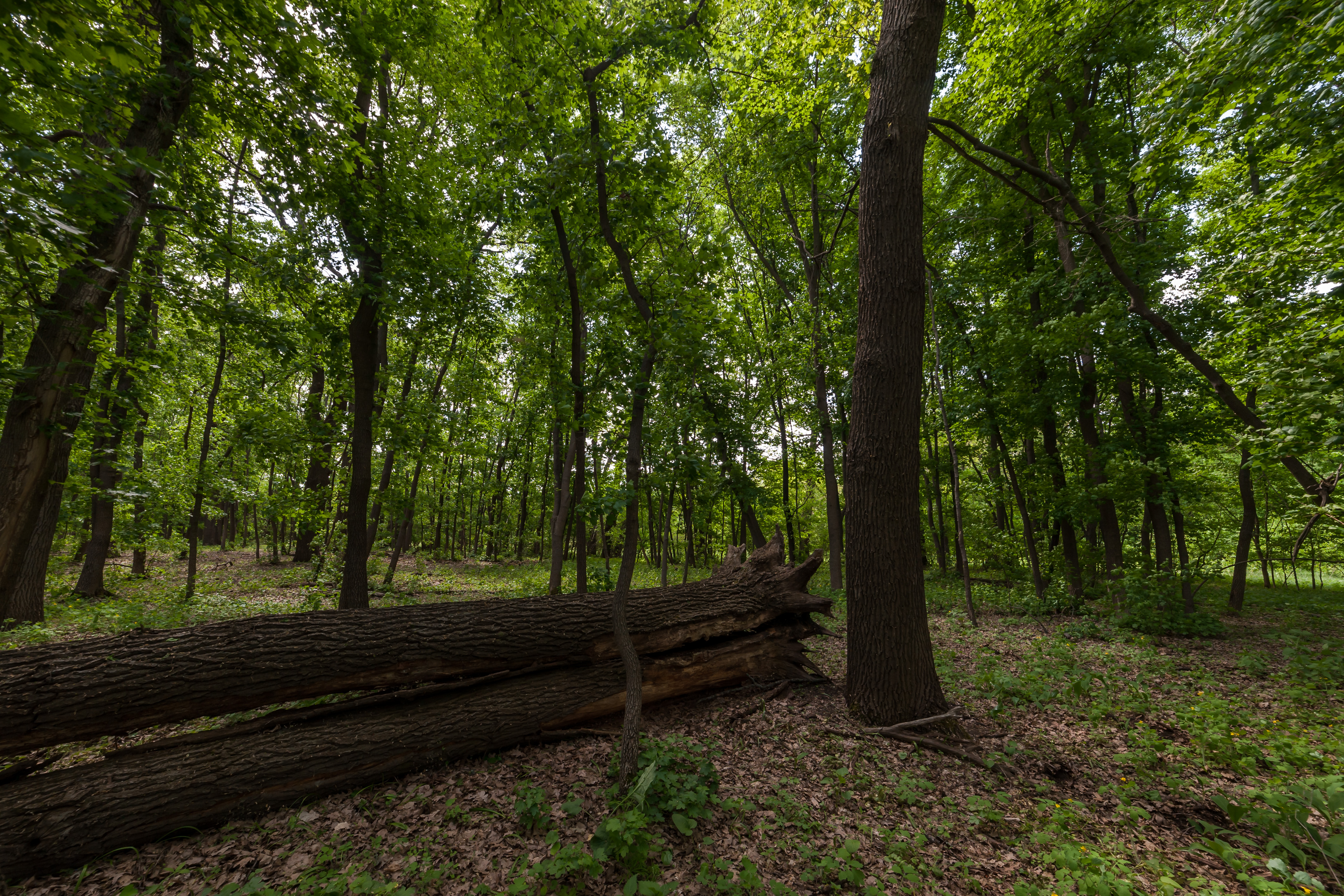
Між селами Студенок, Яремівка та Синичне
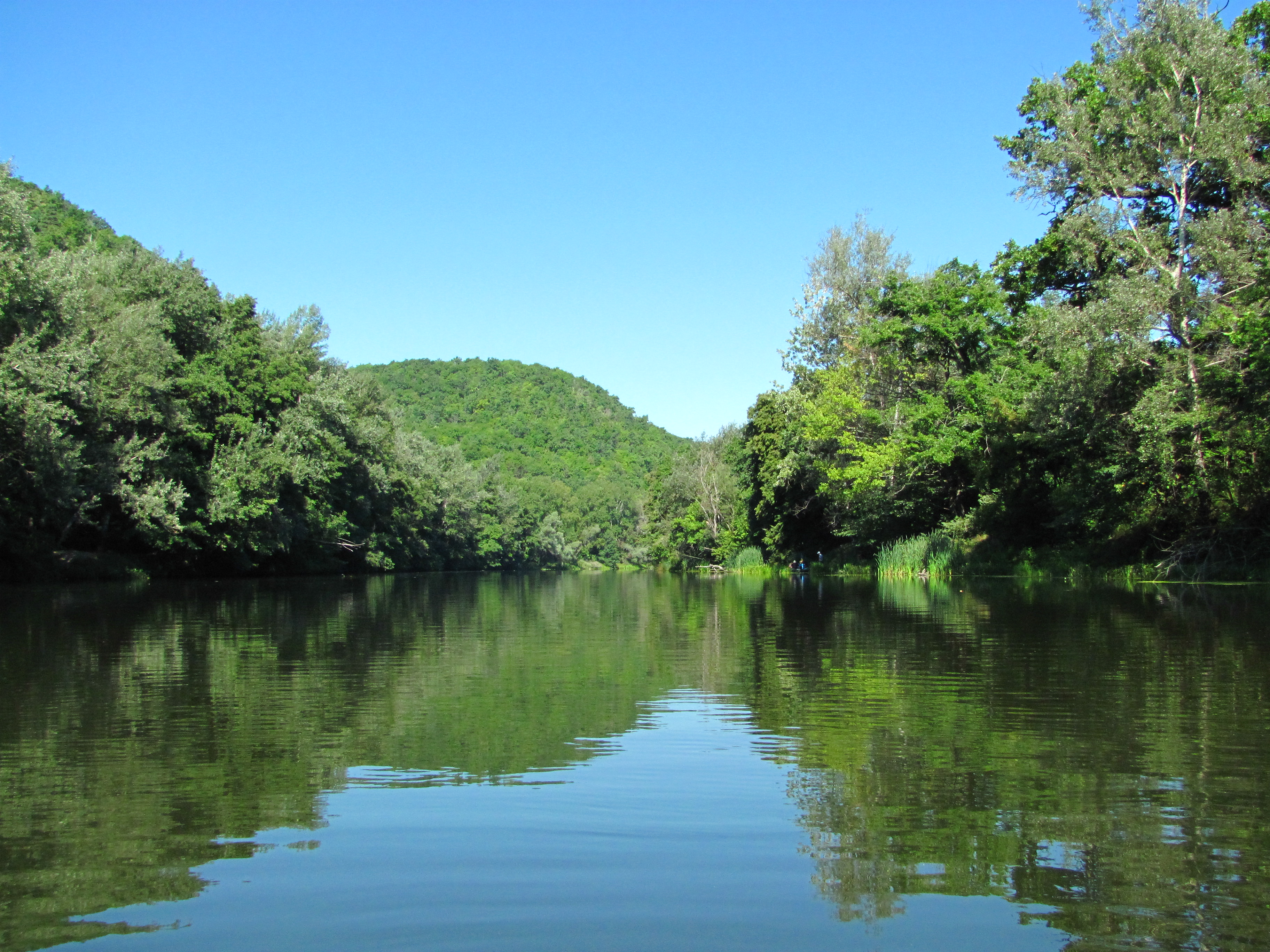
Вид спільної заплави річок Сіверський Донець та Оскіл
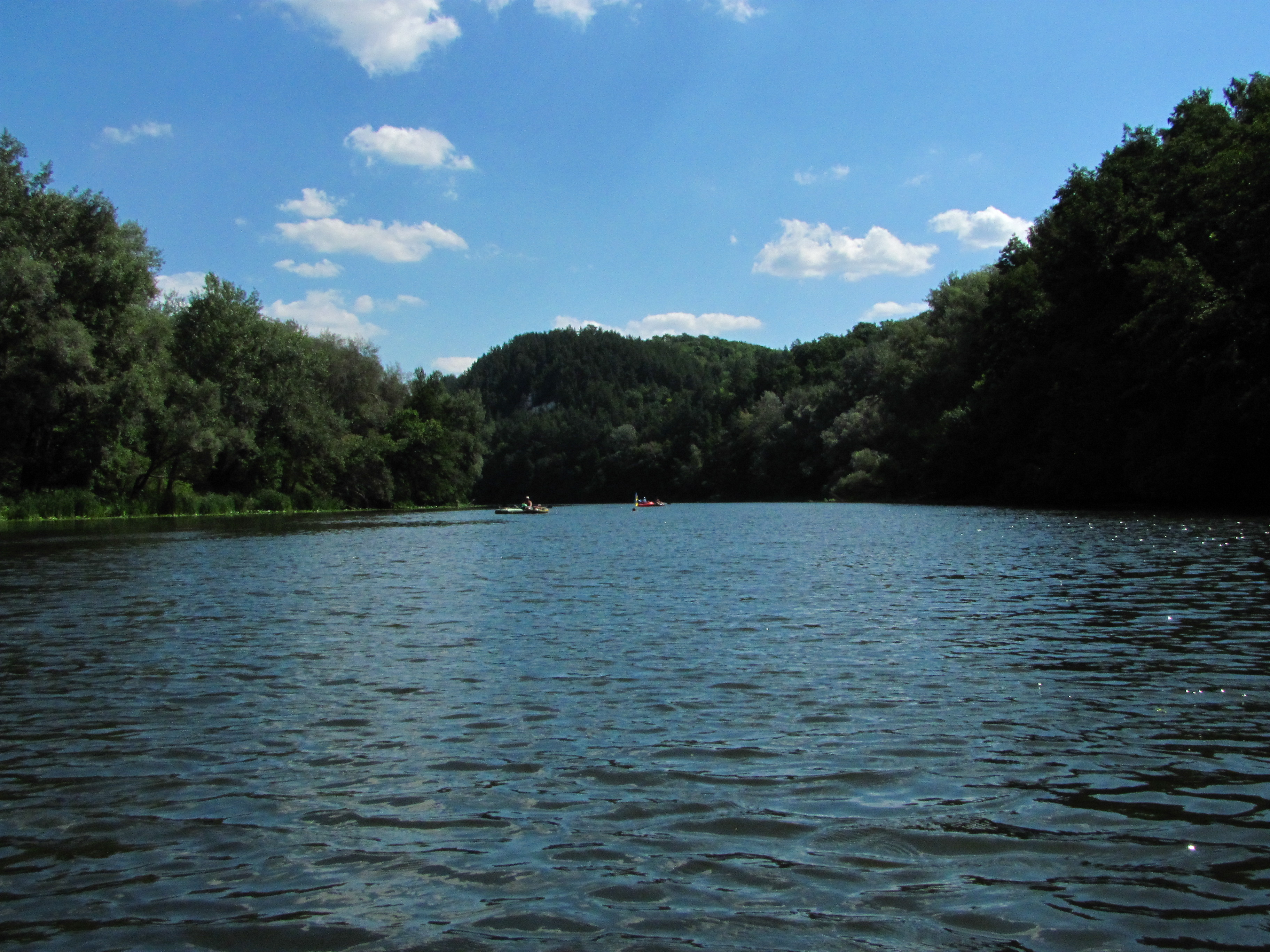
Загальний вид спільної заплави річок Сіверський Донець та Оскіл